# Concejo Deliberante de Caá Catí

El Honorable Concejo Deliberante de Caá Catí es el departamento legislativo municipal de la ciudad capital del Departamento General Paz (Corrientes), Nuestra Señora del Rosario de Caá Catí.

## Historia

### Comisiones Municipales
Durante la gestión del gobernador Juan Gregorio Pujol se constituyeron juntas en los distritos para asesorar al Poder Ejecutivo, estudiar las necesidades y contribuir en la solución de los problemas de cada localidad. Debido al buen funcionamiento de las mismas, Pujol legalizó estas estructuras al incorporarlas - bajo el nombre de Comisiones Municipales - en la Ley Orgánica de Municipalidades sancionada el 24 de abril de 1855.
De acuerdo con lo establecido en los artículos cuarto y quinto de dicha Ley Orgánica, en Caá Catí se determinó crear una Junta Municipal compuesta por cuatro vecinos propietarios del distrito y por el Juez de Paz, quien pasó a ser el presidente nato del organismo. Estos eran elegidos por el voto directo de los vecinos y dependían del Cabildo de la capital en lo relativo a la administración y economía. La ley le asignaba a esta institución municipal numerosas facultades en lo relativo a obras públicas, seguridad, higiene y educación; y ponía a su cargo la administración de justicia creando en cada Comisión un asesor letrado con funciones de juez de primera instancia.
Sin embargo, las instituciones comunales creadas durante el gobierno de Pujol no tuvieron el funcionamiento esperado y el 22 de enero de 1876 el gobernador Juan Vicente Pampín firmó un decreto disponiendo que las mismas fueran reemplazadas por Comisiones Departamentales, una de las cuales estaría ubicada en Caá Catí. Esta Comisión Departamental, también llamada Junta Municipal, quedó conformada por Estanislao Esquivel, como presidente, Manuel Duarte y Pedro Esquivel, como miembros titulares, y Santiago Vallejos y Amadeo Vera, como miembros suplentes.
Con la sanción de una nueva Ley Orgánica de Municipalidades en 1890 se implementaron nuevas categorías de gobiernos comunales, determinadas por la cantidad de población y por la renta: para las poblaciones que contaban con más de siete mil habitantes se conformaron Municipalidades y, en las que no alcanzaban este número, se instituyeron Comisiones Municipales.

### Municipalidad
Por sus características demográficas y socioeconómicas, en Caá Catí se conformó una Comisión Municipal. Este organismo no tenía independencia política, facultad que sí revestían las Municipalidades y que les permitía elegir a sus autoridades, y tampoco contaba con independencia económica y administrativa. Esta situación persistiría hasta el 21 de mayo de 1928, cuando, atento al desarrollo que se había producido en la ciudad y por insistencia del Gobernador Benjamín González ante la Legislatura, se sancionó una ley que convirtió a Caá Catí en una Municipalidad autónoma, quedando su gobierno a cargo de un Concejo Municipal elegido por voto de los vecinos, cuyo presidente ejercía plenamente las funciones de administración y gobierno del municipio.

### Reforma constitucional de 1993
En virtud de la modificación de la Constitución Provincial que tuvo lugar en el año 1993, la comuna de Caá Catí quedó comprendida entre los denominados municipios de segunda categoría. Esto implicó que la localidad dejara de poseer únicamente un Concejo Deliberante cuyo presidente ejercía además las funciones de administración y gobierno para pasar a tener un Departamento Ejecutivo separado del Departamento Legislativo. De este modo, las funciones ejecutivas quedaron a cargo de un ciudadano elegido por el cuerpo electoral local que recibía el título de Intendente Municipal y el Departamento Legislativo, denominado Concejo Deliberante o Concejo Municipal e integrado por concejales también elegidos en forma directa por la ciudadanía, quedó escindido como un poder independiente.

### Reforma constitucional de 2007
En el año 2007 se produjo una nueva reforma de la Constitución de la Provincia de Corrientes que implicó la eliminación de las tres categorías de municipios previstas en el texto constitucional vigente hasta ese entonces. A consecuencia de este cambio, todos los municipios de la provincia quedaron facultados a dictarse sus propias cartas orgánicas para asegurar la más amplia autonomía municipal. Caá Catí sancionó su carta orgánica a fines del año 2010, manteniendo el Departamento Ejecutivo a cargo de un Intendente y el Departamento Legislativo, integrado por concejales y denominado Concejo Deliberante.

## Estructura

### Composición
El Concejo Deliberante de Caá Catí es un órgano colegiado compuesto por siete concejales que representan al pueblo de Caá Catí, que los elige directamente por el sistema de representación proporcional y con participación de las minorías. Sus miembros se renuevan por mitades cada dos años, en ocasión de las elecciones provinciales.

### Concejales
Los concejales duran cuatro años en sus funciones y pueden ser reelegidos por un solo período consecutivo, debiendo mediar un intervalo de al menos cuatro años para poder aspirar a uno nuevo.
Para optar al cargo, la Carta Orgánica Municipal establece los siguientes requisitos:
- Ser argentino nativo o naturalizado con cinco años en ejercicio de la ciudadanía, y
- Formar parte del cuerpo electoral del municipio al menos en los cinco años previos a la asunción en el cargo.[3]

El cargo de concejal es incompatible con cualquier otra función en el Estado nacional, provincial o municipal, excepto el ejercicio de la docencia en cualquiera de sus niveles y modalidades.
| Composición actual | Composición actual                       | Composición actual                 |
| ------------------ | ---------------------------------------- | ---------------------------------- |
| Concejal           | Partido                                  | Mandato                            |
| Victoria Almeida   | Partido Autonomista Alianza Frente Guazú | 10 de diciembre de 2017 - presente |
| Ramiro Galarza     | UCR Alianza Frente Guazú                 | 10 de diciembre de 2017 - presente |
| Evangelina Gauna   | Partido Popular                          | 10 de diciembre de 2015 - presente |
| Mariel Méndez      | UCR Alianza Frente Guazú                 | 10 de diciembre de 2015 - presente |
| Selva Resech       | Partido Liberal Alianza Frente Guazú     | 10 de diciembre de 2017 - presente |
| Gloria Martínez    | Partido Popular                          | 5 de abril de 2018 - presente      |
| Alejandro Villalba | Partido Popular                          | 10 de diciembre de 2015 - presente |

## Funcionamiento
El período de sesiones comienza el 1 de marzo de cada año y concluye el 30 de noviembre, aunque el Concejo está facultado para prorrogarlo por hasta treinta días más.
Al celebrarse la primera sesión de cada año, el Intendente es invitado a dar un discurso para exponer acerca de la marcha de la gestión municipal, en tanto que los concejales eligen de entre sus miembros a aquellos que integrarán las distintas comisiones permanentes.
La presidencia del Concejo Deliberante recae en el Viceintendente Municipal, que no participa de los debates sino para dirigirlos y carece de derecho a voto, con excepción de aquellos casos en que se produjera un empate entre los concejales. Junto a la elección de los miembros de las comisiones, el pleno del cuerpo designa a dos vicepresidentes que suplantan al presidente del órgano en caso de ausencia.
Los concejales y el Departamento Ejecutivo Municipal cuentan con iniciativa parlamentaria y pueden presentar proyectos para su tratamiento por el Concejo. Los expedientes son ingresados y girados a las comisiones correspondientes en razón de la temática a la que refieran, que los analizan en primer término y de forma previa a su tratamiento en el recinto.